# Eleutherodactylus longipes
Eleutherodactylus longipes är en groddjursart som först beskrevs av Baird 1859.  Eleutherodactylus longipes ingår i släktet Eleutherodactylus och familjen Eleutherodactylidae. IUCN kategoriserar arten globalt som sårbar. Inga underarter finns listade i Catalogue of Life.